# آکروزوم
آکروزوم یا تارکتن یک اندامک است که در نیمهٔ جلویی اسپرماتوزون (سلول‌های اسپرم) بسیاری از جانوران از جمله انسان ایجاد می‌شود. منشأ این ساختار، دستگاه گلژی است. در پستانداران هوددان، آکروزوم حاوی آنزیم‌های تخریب‌کننده (از جمله هیالورونیداز و آکروزین) است. این انزیم‌ها، غشای سلولی تخمک، zona pellucida نامیده می‌شود، تجزیه می‌کنند و به هسته سلول هاپلوئید موجود در سلول اسپرم اجازه می‌دهد تا به هسته هاپلوئید در تخمک بپیوندد.
این عملکرد آکروزوم را می‌توان در حالت درون‌کشتگاهی با موادی که سلول‌های اسپرم به‌طور طبیعی با آن‌ها مواجه می‌شوند مانند پروژسترون یا مایع فولیکولار و همچنین یونوفور کلسیم A23187 که بیشتر مورد استفاده است، تحریک کرد.

اسپرم انسان

در موارد گلوبوزواسپرمی (اسپرم‌هایی با سر گِرد)، دستگاه گلژی به آکروزوم تبدیل نمی‌شود و این موضوع، باعث ناباروری مردان می‌شود.